# Anthony Julius
Anthony Julius (Londra, 16 luglio 1956) è un avvocato e saggista britannico.
Figlio di un rivenditore di abbigliamento maschile londinese, morto giovane per un tumore al cervello, Anthony Julius divenne noto come l'avvocato di Diana, principessa del Galles durante il suo divorzio da Carlo, principe del Galles e Deborah Lipstadt nel caso contro David Irving. È anche conosciuto come autore di saggi, soprattutto nel campo della ricerca sull'antisemitismo. È professore di diritto all'University College di Londra. È anche presidente del consiglio di amministrazione di Oxera, una società di consulenza aziendale internazionale con sede a Oxford, in Inghilterra, vice presidente del consiglio di amministrazione dello studio legale londinese Mishcon de ReyaLLP, uno studio legale con oltre 500 avvocati impiegati a Londra e nmembro del Consiglio di amministrazione della Foundation for Jewish Heritage.
La storia del processo che vedeva come sua assistita la Lipstadt è stata successivamente raccontata da quest'ultima nel 2005 nel libro History on Trial: My Day in Court with a Holocaust Denier,   da cui nel 2016 è stato tratto il film La verità negata, diretto da Mick Jackson, in cui l'avvocato Anthony Julius è interpretato da Andrew Scott

## Pubblicazioni
- T. S. Eliot, Anti-Semitism and Literary Form. Cambridge University Press, 1995
- Idolising Pictures. Thames & Hudson, 2000
- Transgressions: The Offences of Art. Thames & Hudson, 2002
- Trials of the Diaspora: A History of Anti-Semitism in England. Oxford University Press, 2012, ISBN 0199600724